# ローマの慈愛

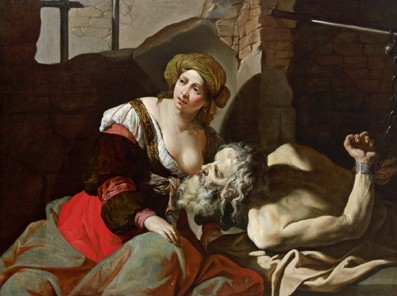
ベルナルディーノ・メイ『ローマの慈愛』

ローマの慈愛（ローマのじあい、英語: Roman Charity、ラテン語: Caritas romana）は、餓死刑に処せられた父親キモンを助けるために、密かに自らの母乳を父親に与えることで彼を救おうとする娘のペローを扱った教訓話。

## 歴史
この説話は古代ローマの歴史家ウァレリウス・マクシムスの『著名言行録』に記述されており、ローマの偉大なピエタス（孝）の一例として語られている。歴史家は、ルネッサンスとバロックで描かれた描写は近親相姦的な含意があると指摘している。17世紀から18世紀の間に、多くのヨーロッパの芸術家が「ローマの慈愛」の場面を描いた。ピーテル・パウル・ルーベンスは複数の版を描いたことが知られている。新古典主義においては抑制的に描かれる傾向があった。元々の伝説ではペロに子供がいたかどうかは明らかではなく、この要素は17世紀に付け加えられた。

## 芸術家による描写

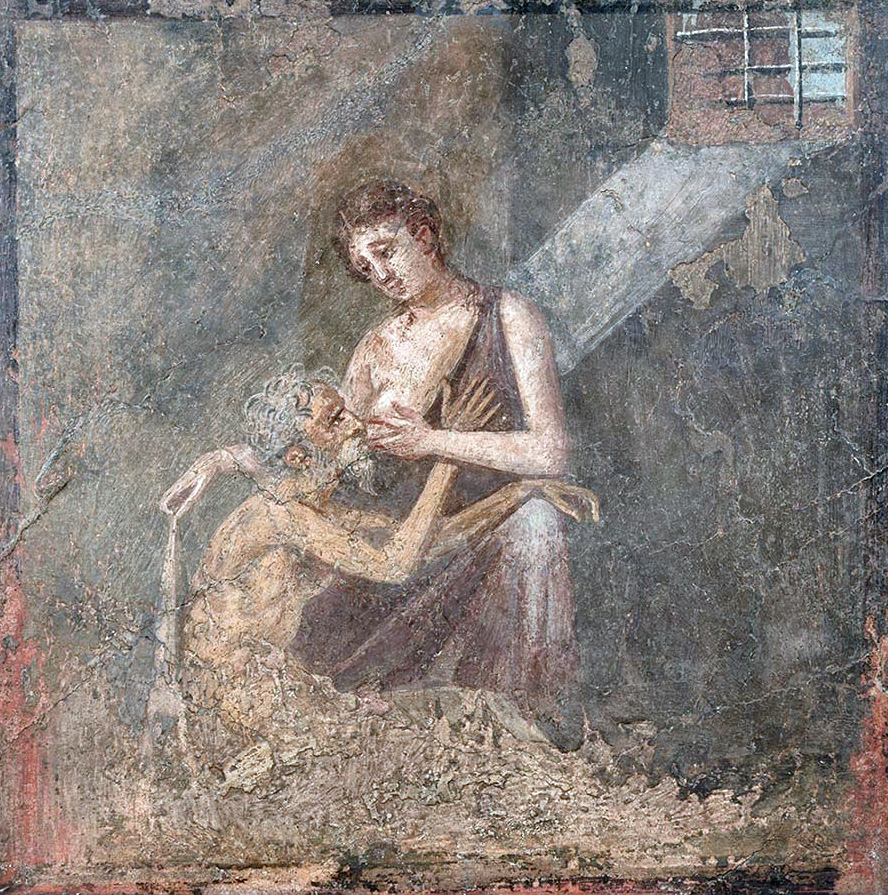
ポンペイのフレスコ画 作者不明 紀元1世紀
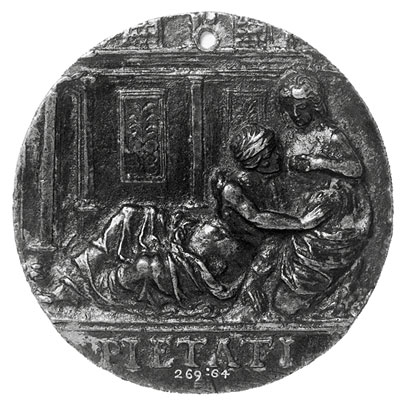
作者不明 (1500年-1520年頃)
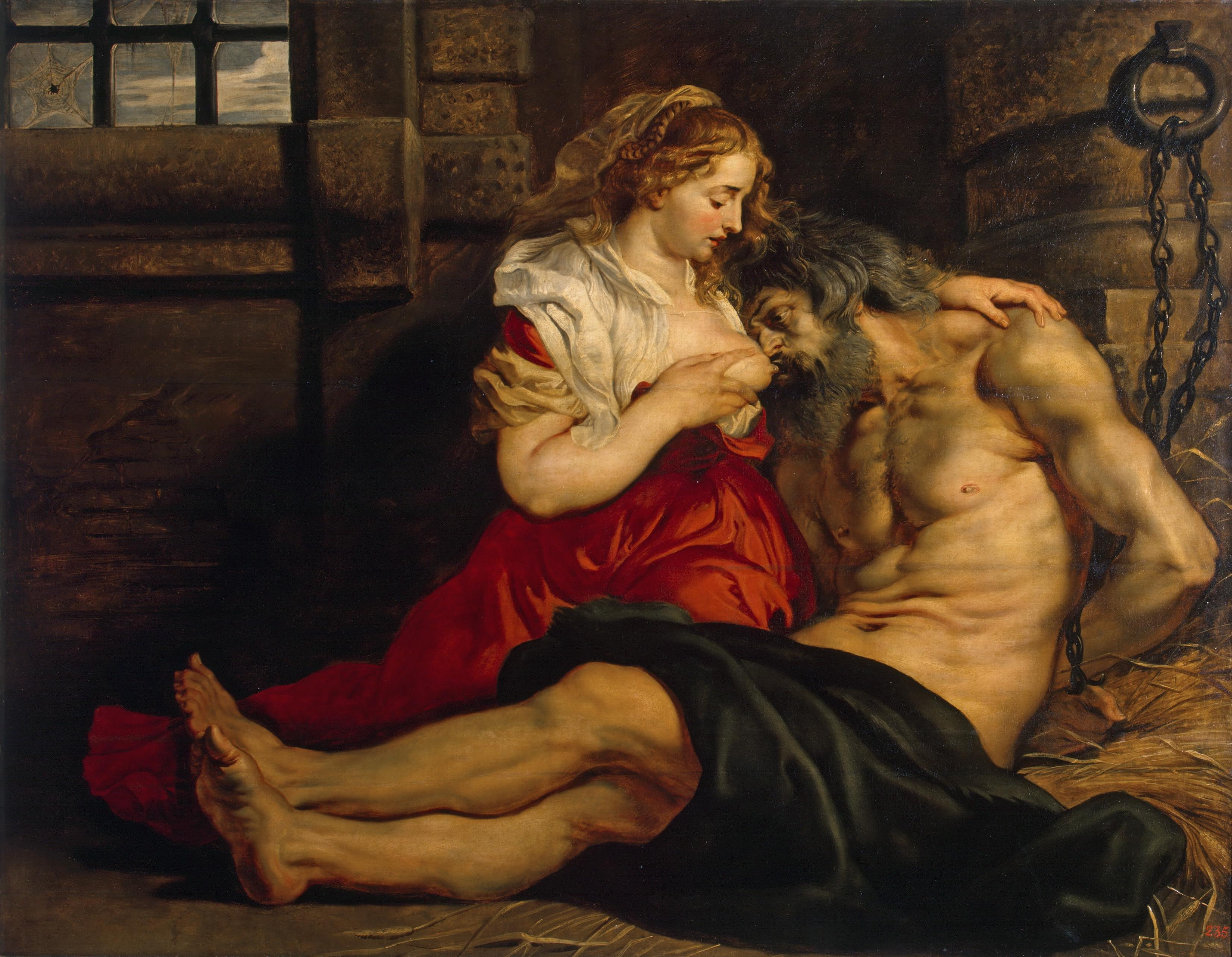
ピーテル・パウル・ルーベンス (1612年頃)
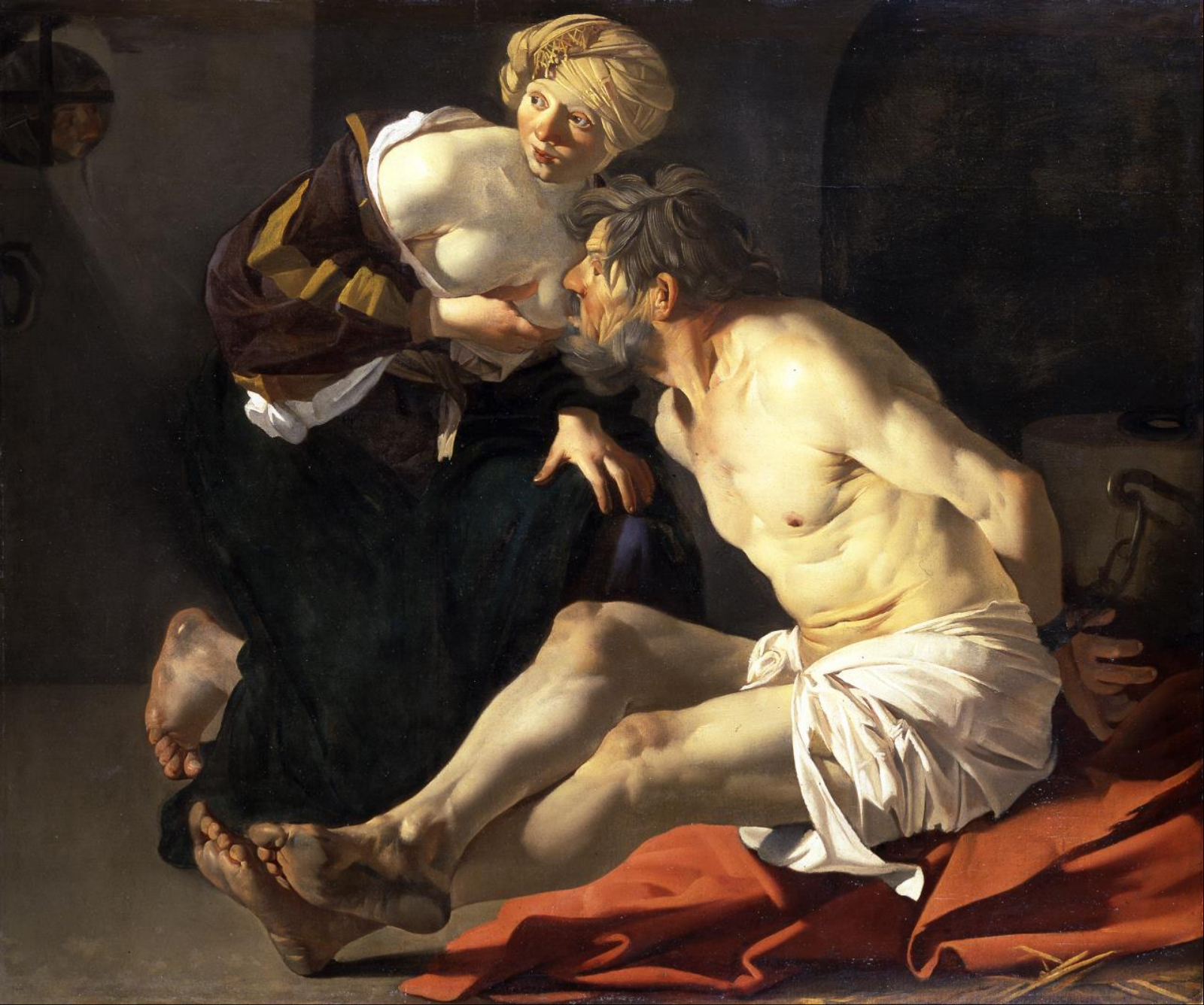
ディルク・ファン・バビューレン (1623年頃)
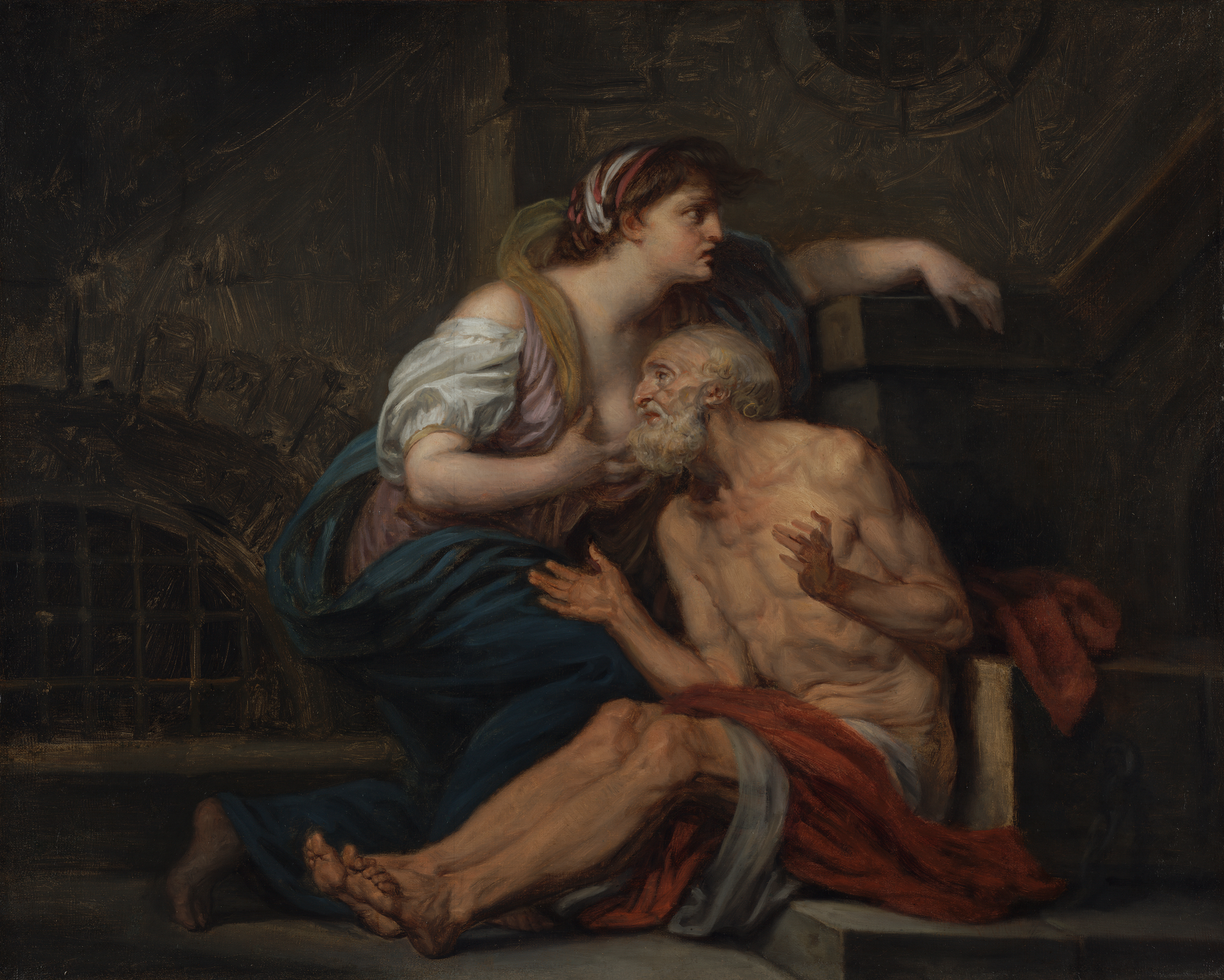
ジャン＝バティスト・グルーズ (1767年頃)